# Lžičák pestrý
Lžičák pestrý (Spatula clypeata) je velká plovavá kachna.

## Rozšíření
Lžičák pestrý je široce rozšířená kachna žijící převážně na močálech, jezerech, porostlých březích řek a na mokrých loukách. Hnízdí v severních oblastech Evropy, Asie a Severní Ameriky a jako ojedinělý tulák se občas vyskytuje také v Austrálii. Je převážně tažný, na zimu se hromadně stahuje do západní a jižní Evropy, střední Afriky, jižní Asie a Střední Ameriky. Pravidelně, ale nepočetně hnízdí (140–200 párů), protahuje a ojediněle i zimuje (10–60 jedinců) na území České republiky, kde v současné době náleží již mezi kriticky ohrožené druhy (CR).
V Česku jej chová například ZOO Ohrada.

## Etologie
Mimo hnízdní období se lžičák pestrý vyskytuje zpravidla v menších hejnech, na jaře v párech a na průtazích často i v několikasetčetných skupinách. Živí se převážně rostlinnou potravou, ovšem především v období hnízdění požírá také drobné živočichy, zejména vodní hmyz, korýše a měkkýše. Hnízdí na ostrůvcích v třtině a ostřicových porostech poblíž vody. V květnu až v červnu snáší samice 8–12 zelenošedých vajec o velikosti 48–58 × 35–39 mm. Inkubační doba je 22–25 dní. O mláďata pečuje pouze samice.

## Galerie

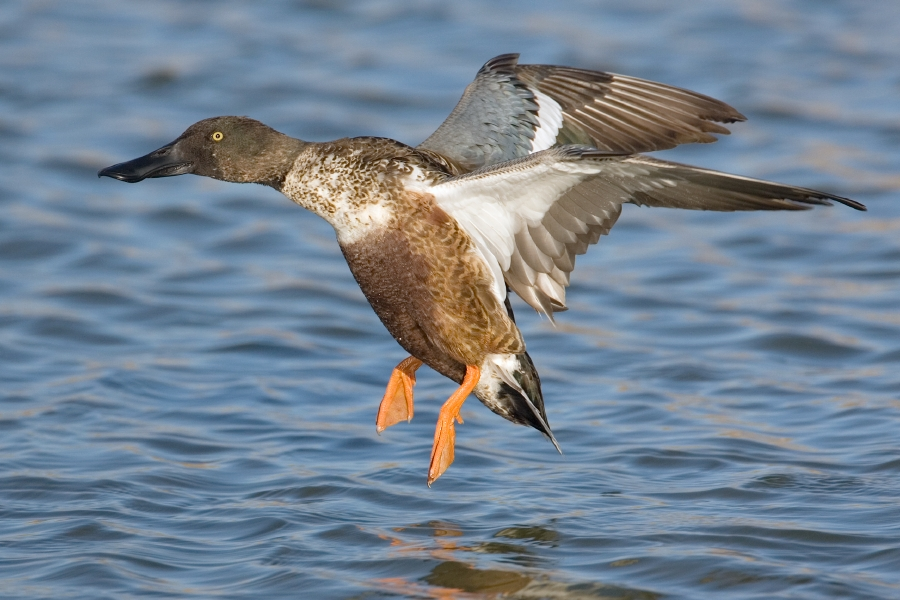
V letu
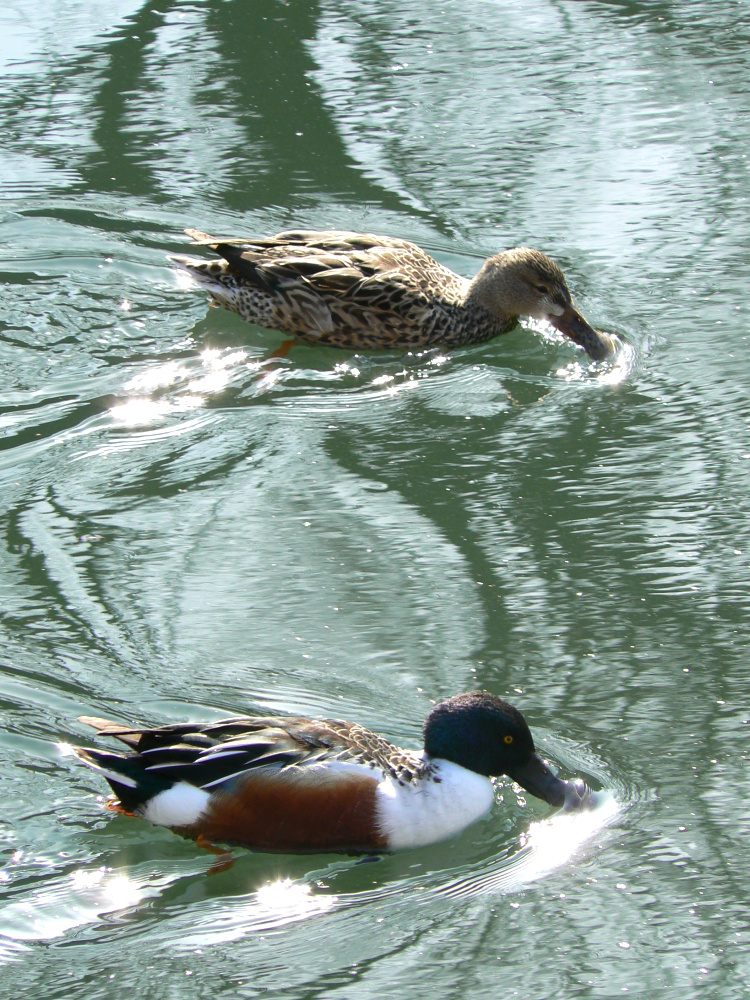
Pár
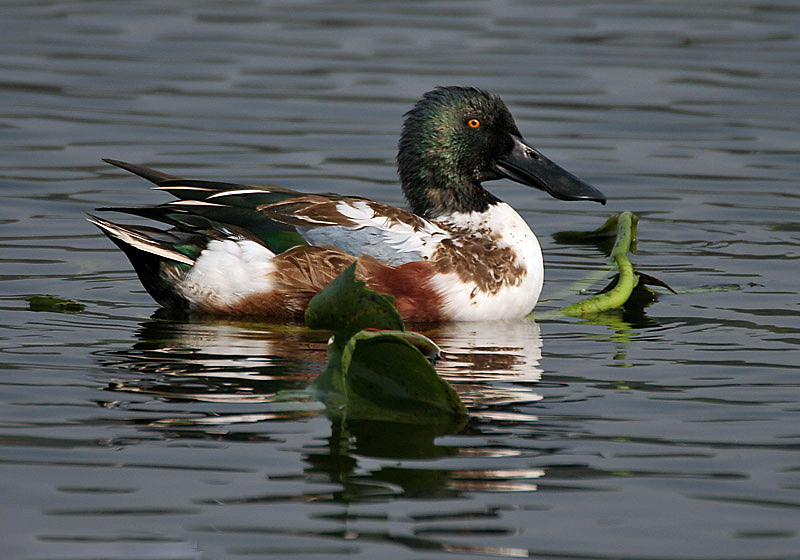
Samec v Kalkatě
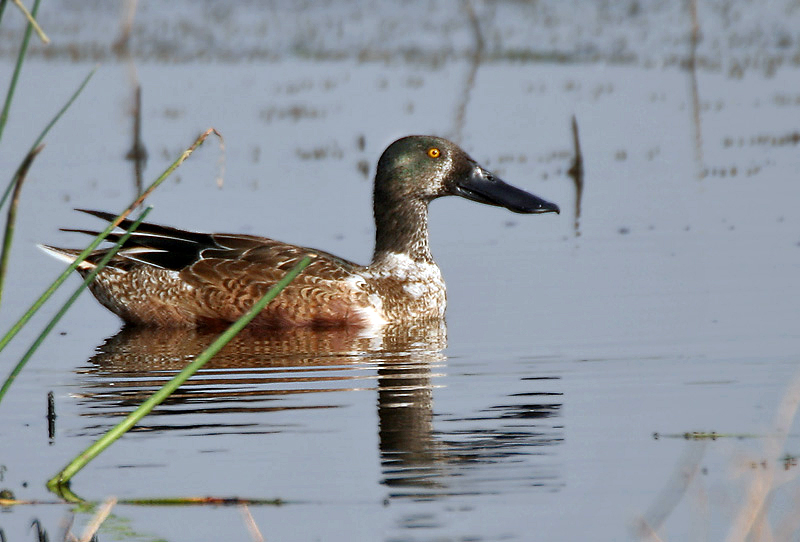
Samec v Hodalu
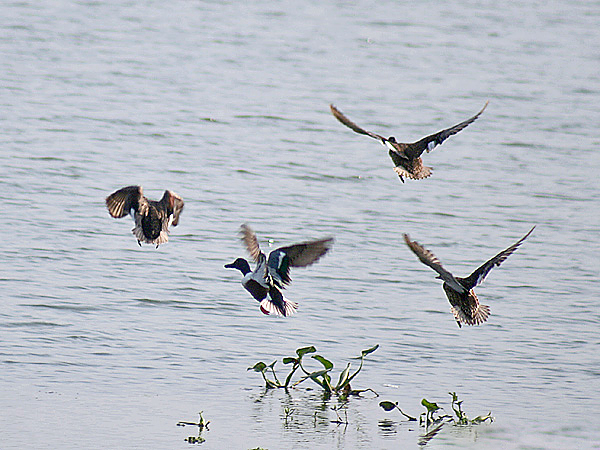
Letící samci a samice
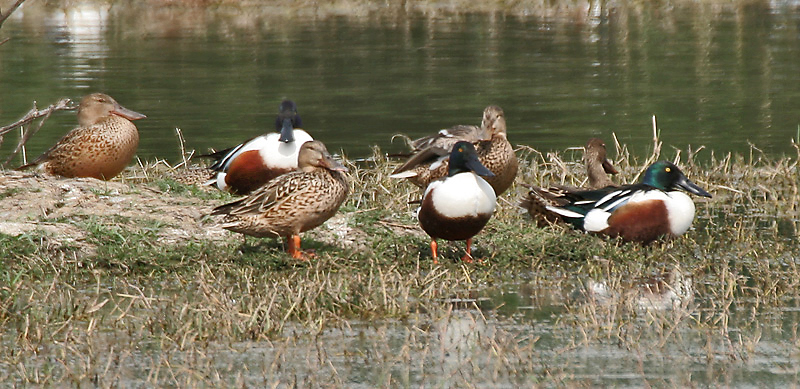
Odpočinek v Národním parku Sultanpur
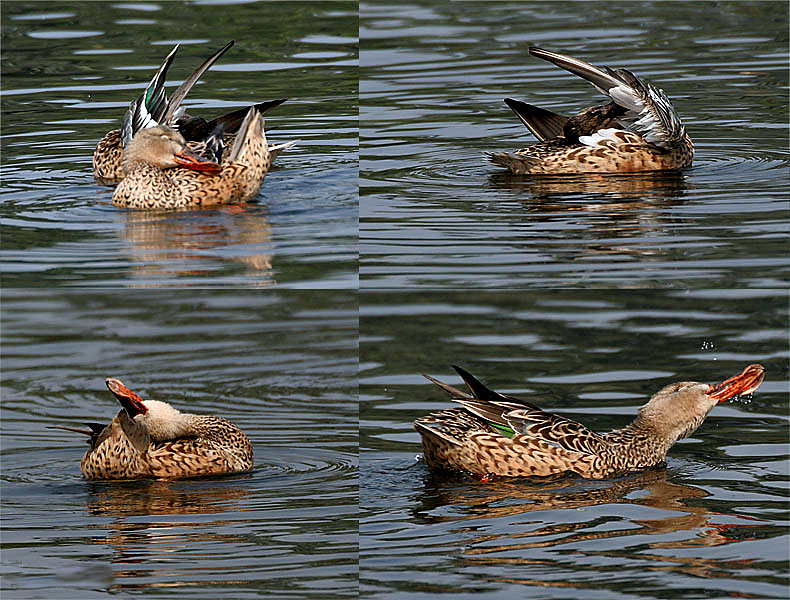
Samice v Kalkatě
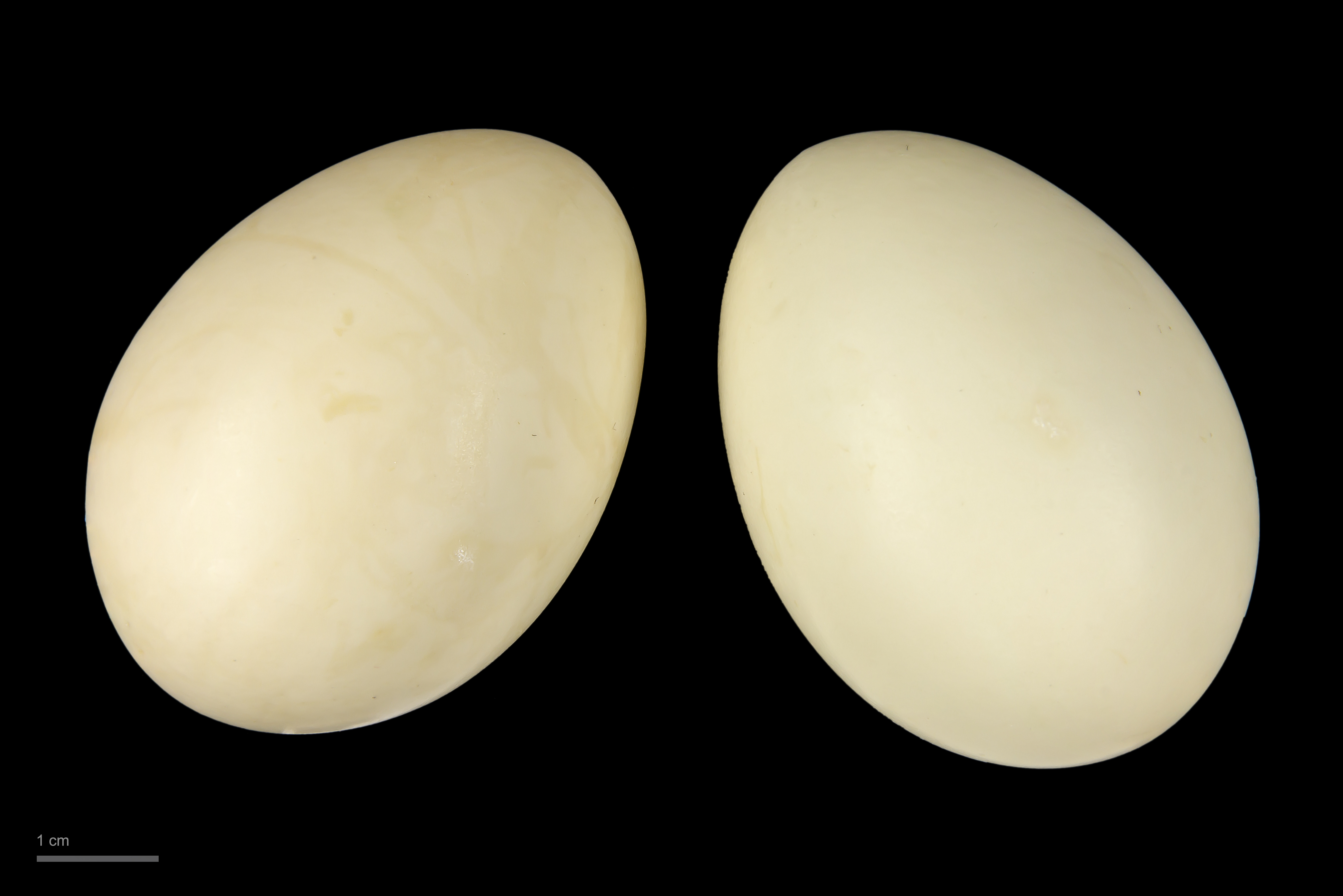
Museum specimen -
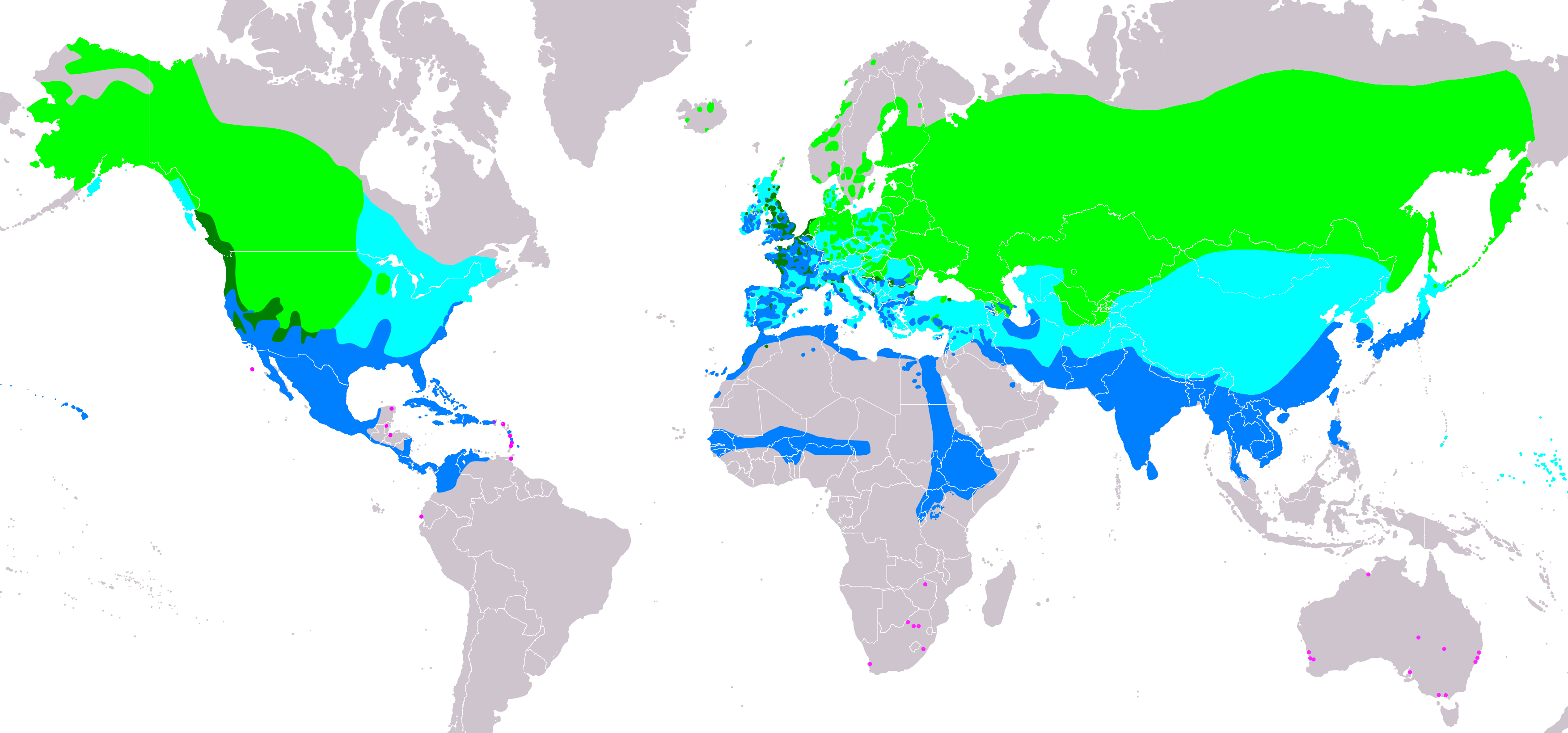
Rozšíření lžičáka pestrého     hnízdiště      celoroční výskyt     migrace     zimoviště     zatoulanci (závislost na sezóně nejasná)     zavlečen, (závislost na sezóně nejasná)